# Nancy Wyman
Nancy S. Wyman, née le 21 avril 1946 à Brooklyn (État de New York), est une femme politique américaine, membre du Parti démocrate.

## Biographie
Elle est contrôleur d'État du Connecticut (State Comptroller) chargée des finances de l'État entre 1995 et 2011. C'est la première femme élue à ce poste depuis sa création en 1786. Elle occupe ensuite la charge de lieutenant-gouverneure du Connecticut de 2011 à 2019.